# リバーサイドホテル
「リバーサイドホテル」は、日本のシンガーソングライターである井上陽水の楽曲。1982年7月5日に、自身の18枚目のシングルとしてフォーライフ・レコードからリリースされた。
フジテレビ系ドラマ『ニューヨーク恋物語』の主題歌に使われたことから、1988年10月21日に再発された。

## チャート成績
発売当初はオリコンチャートで最高54位と振るわなかったものの、オリコン最高11位を記録。1989年のオリコン年間ランキングでも58位に入った。

## 収録曲
| 全作詞・作曲: 井上陽水。 |                        |           |            |          |      |
| #                        | タイトル               | 作詞      | 作曲・編曲 | 編曲     | 時間 |
| 1.                       | 「リバーサイドホテル」 | 井上陽水  | 井上陽水   | 星勝     | 3:49 |
| 2.                       | 「俺の事務所はCAMP」   | 井上陽水  | 井上陽水   | 中西康晴 | 5:53 |
| 合計時間:                | 合計時間:              | 合計時間: | 9:42       |          |      |

## メディアでの使用
| # | 曲名                   | タイアップ                                     | 出典  |
| - | ---------------------- | ---------------------------------------------- | ----- |
| 1 | 「リバーサイドホテル」 | フジテレビ系ドラマ『ニューヨーク恋物語』主題歌 | [ 3 ] |

## リリース履歴
| 規格 | 発売日         | リリース               | 品番    | 備考 |
| ---- | -------------- | ---------------------- | ------- | --- |
| EP   | 1982年7月5日   | フォーライフ・レコード | 7K-66   | 1988年の追加プレスではジャケットと盤面にタイアップ表記あり。中紙袋はその発売時期の物と差し替えしバーコードは外からビニールに貼り付け。 |
| CD   | 1988年10月21日 | フォーライフ・レコード | 10KD-47 | |
| CT   | 1989年3月21日  | フォーライフ・レコード | 10C-154 | A面：リバーサイドホテル/俺の事務所はCAMP B面：リバーサイドホテル（カラオケ/但し2回収録）                                               |

## カバー
- Rockapella（1992年『One・To N.Y.』）に収録）
- 鳥羽一郎（2004年『時代の歌 II』）に収録）
- MOOMIN（2006年『Adapt』）に収録）
- Fried Pride（2006年『Musicream』）に収録）
- 八代亜紀（2008年 アルバム『エンカのチカラ -SONG IS LOVE 80's&90's-』に収録）
- 渥美二郎（2014年 アルバム『エンカのチカラ　プレミアム《赤盤》』に収録）
- 桑田佳祐（2014年DVD・BD『昭和八十八年度! 第二回ひとり紅白歌合戦』収録）
- 吉幾三（2016年 アルバム『あの頃の青春を詩う vol.3』に収録）
- 島津亜矢（2018年『SINGER 5』）に収録）
- 福山雅治（2019年『井上陽水トリビュート』）に収録）
- 川島ケイジ（2019年 アルバム『KEIJIHOLIC』に収録）
- 麻倉未稀（2022年、アルバム『人生はドラマ これからも続く私のヒーロー物語』に収録）